# Robert Antoine Pinchon

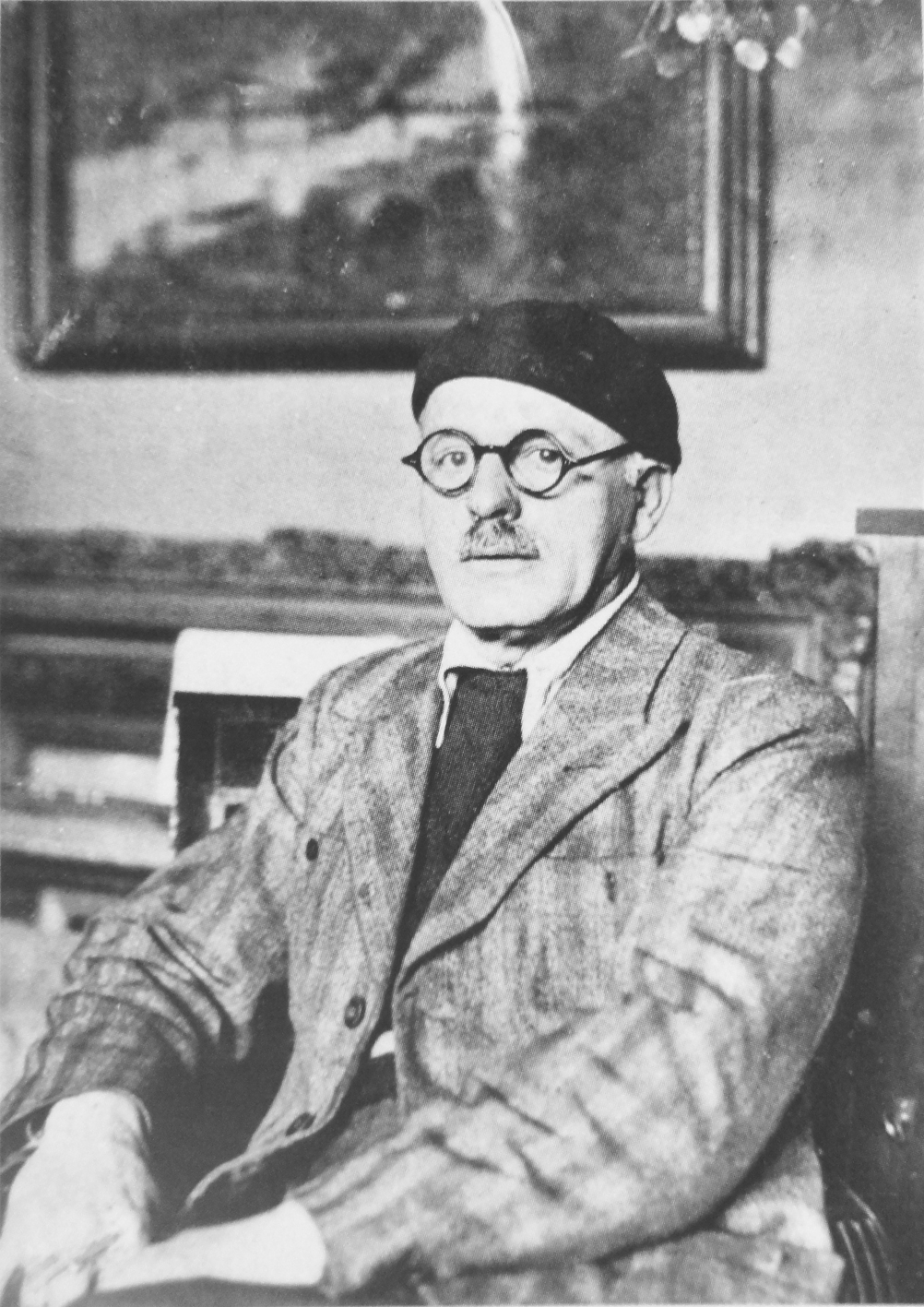
Robert Pinchon, ca. 1935

Robert Antoine Pinchon (Rouen, 1 juli 1886 - Bois-Guillaume, 9 januari 1943) was een Frans kunstschilder. Hij werkte in een postimpressionistische stijl en wordt gerekend tot de School van Rouen (l'École de Rouen).

## Leven en werk

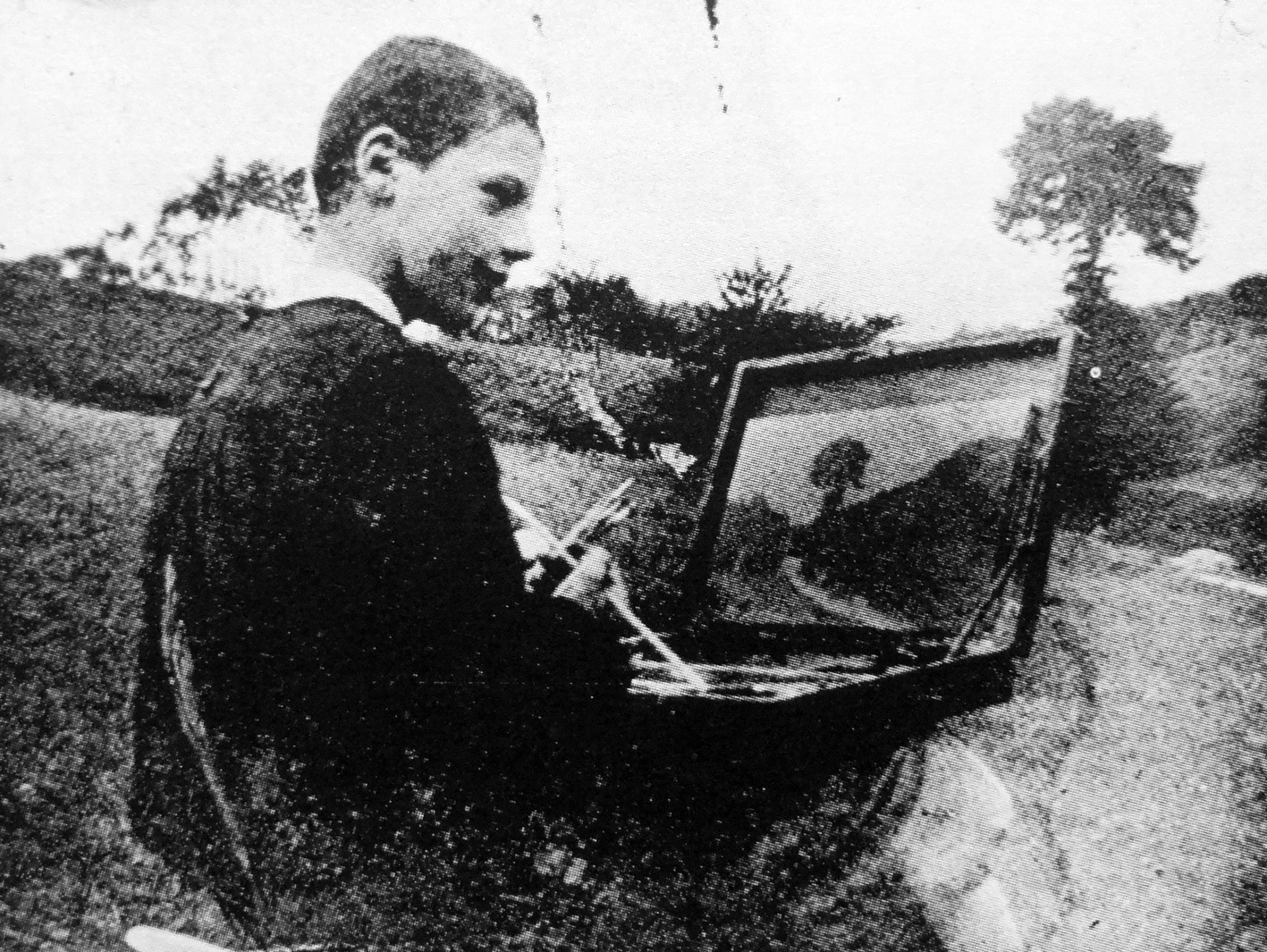
De jonge Pinchon aan het werk, 1898

Pinchon was de zoon van een vooraanstaand journalist en criticus, die een goede vriend was van Guy de Maupassant. Al op jonge leeftijd toonde Robert Antoine belangstelling in de schilderkunst en reeds op twaalfjarige leeftijd is hij op een foto te zien met een schildersdoos op zijn schoot. Hij studeerde aan het 'Lyceum Pierre Corneille' in Rouen waar hij bevriend raakte met Marcel Duchamp, en kreeg zijn kunstopleiding van 1895 tot 1896 aan de 'Académie libre'. 
In 1903 exposeerde Pinchon in zijn geboortestad enkele werken op de Exposition des Beaux Arts, tijdens welke ook Claude Monet zijn Kathedraal van Rouen tentoonstelde. Onder invloed van Monet, maar ook van Albert Lebourg en Camille Pissarro, die eveneens regelmatig in Rouen werkzaam waren, koos hij definitief voor een impressionistische stijl van werken. In 1905 trok hij naar Parijs, waar hij tijdens de Salon d'Automne kennis maakte met Les Fauves. Daarop stelde hij zijn stijl bij in een postimpressionistische richting, waarin hij zijn leven lang zou blijven werken. Hij schilderde bijna altijd 'en plein air', voornamelijk landschappen, vaak met bruggen en rivieren, maar ook havengezichten. 
Pinchon nam in de periode 1905-1914 deel aan diverse kunstenaarsgenootschappen, onder andere de 'Groupe XXX', waarbij hij verkeerde onder vooraanstaande kunstenaars als Henri Matisse, André Derain, Raoul Dufy, Maurice de Vlaminck, André Lhote, Fernand Léger, Albert Gleizes, Georges Braque, Othon Friesz, Francis Picabia en opnieuw Marcel Duchamp.
Tijdens de Eerste Wereldoorlog diende Pinchon in het leger, raakte eerst ernstig gewond aan zijn rechterbeen en werd na zijn terugkeer aan het front krijgsgevangen gemaakt en naar Leipzig afgevoerd. Tijdens deze periode maakte hij een groot aantal tekeningen en pastels, die haastig gemaakt lijken maar niettemin een bijzonder tijdsdocument vormen. Na de oorlog keerde hij terug naar Rouen, om zich uiteindelijk te vestigen op het platteland van Normandië. Regelmatig bleef hij ook exposeren in Rouen en Parijs, met name in de 'Reitlinger Gallery'. Pinchon werd diep getroffen door de Duitse invasie van 1940. Hij overleed in 1943 te Bois-Guillaume, 56 jaar oud.

## Galerij

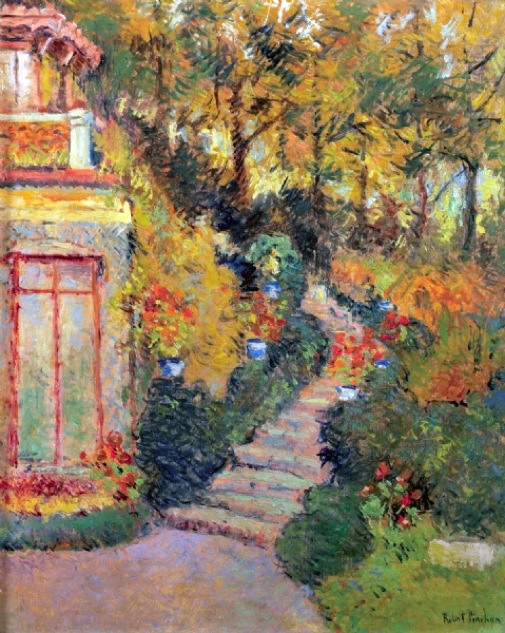
L'escalier à Lescure
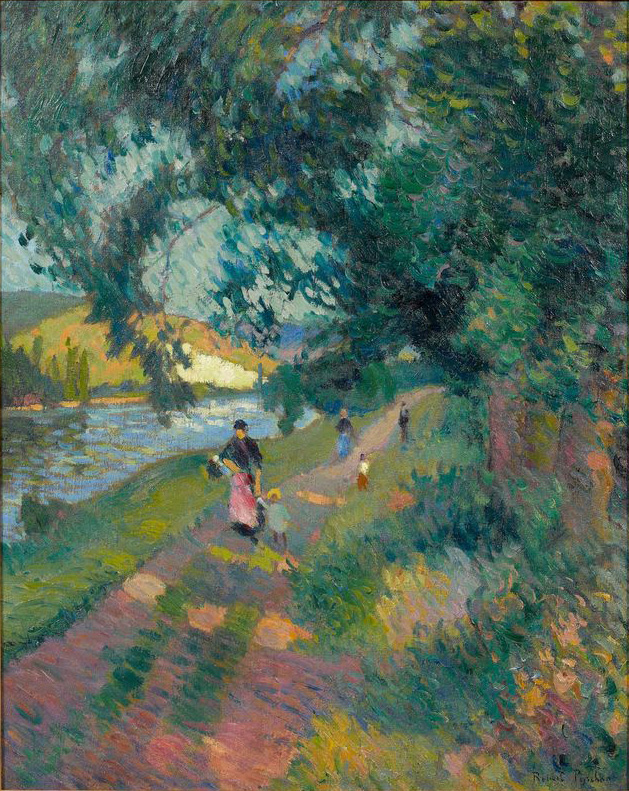
Promenade sur le chemin de Halage
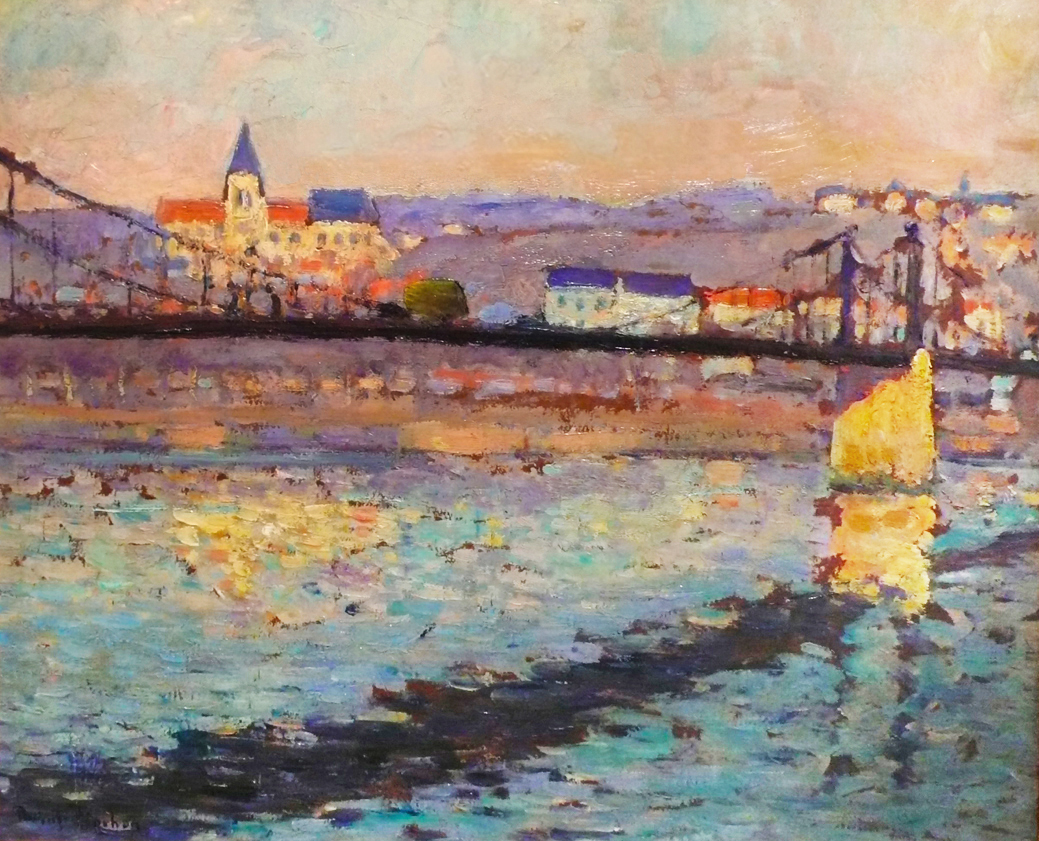
Triel sur Seine, le pont du chemin de fer
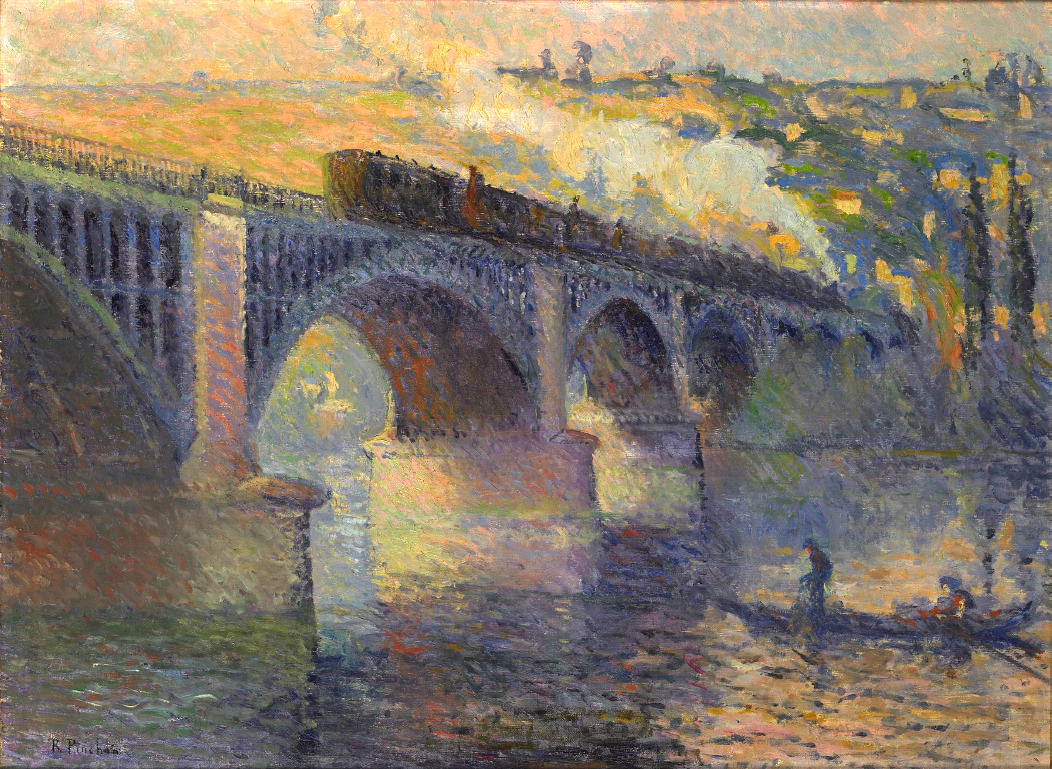
Le Pont aux Anglais, soleil couchant
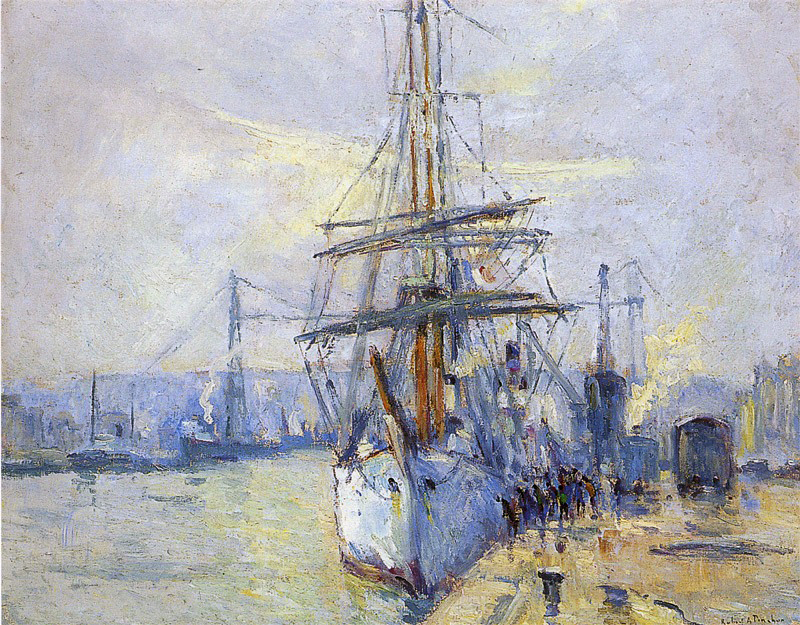
"Le Pourquoi pas?" dans le Port de Rouen
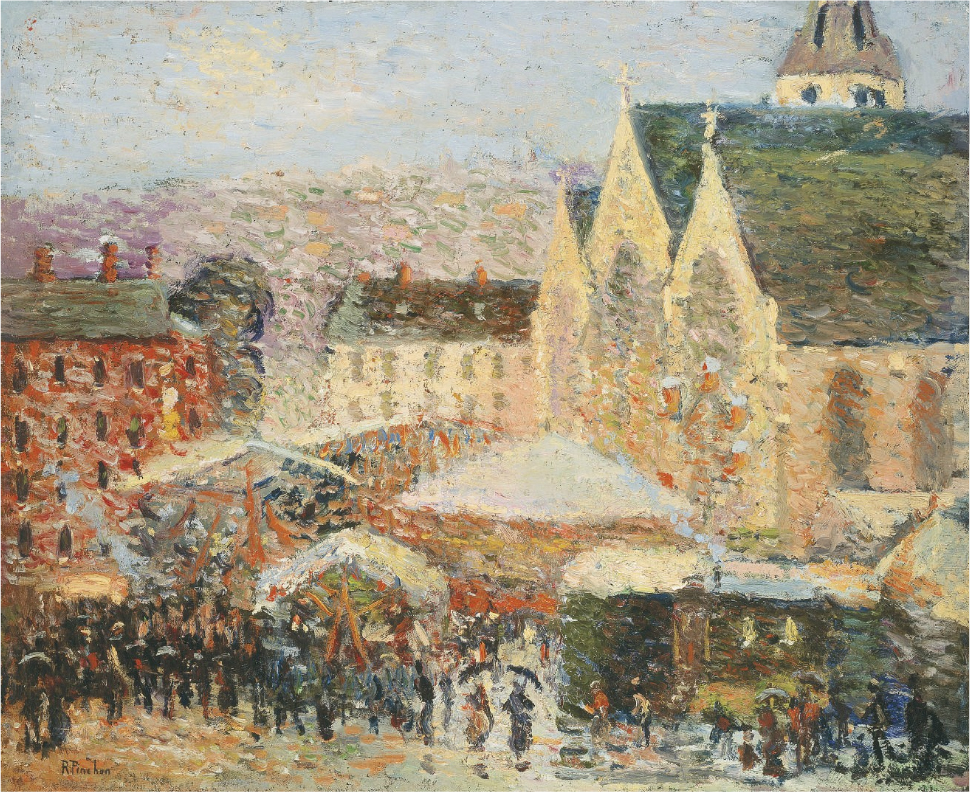
La foire Saint-Romain sur la place Saint-Vivien
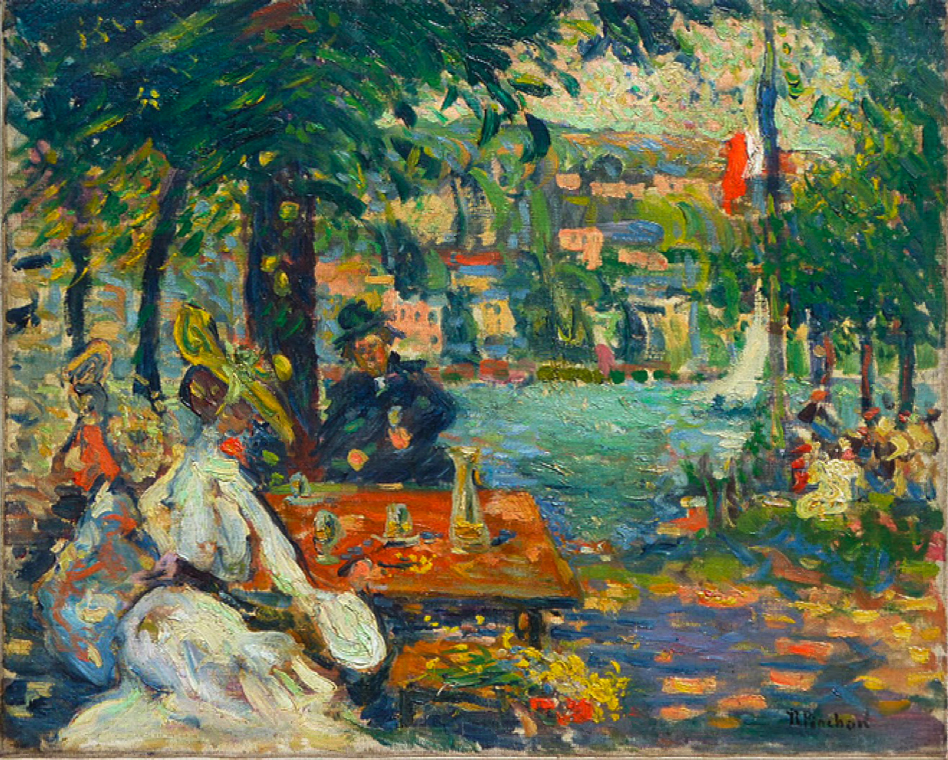
Un après-midi à l'Ile aux Cerises
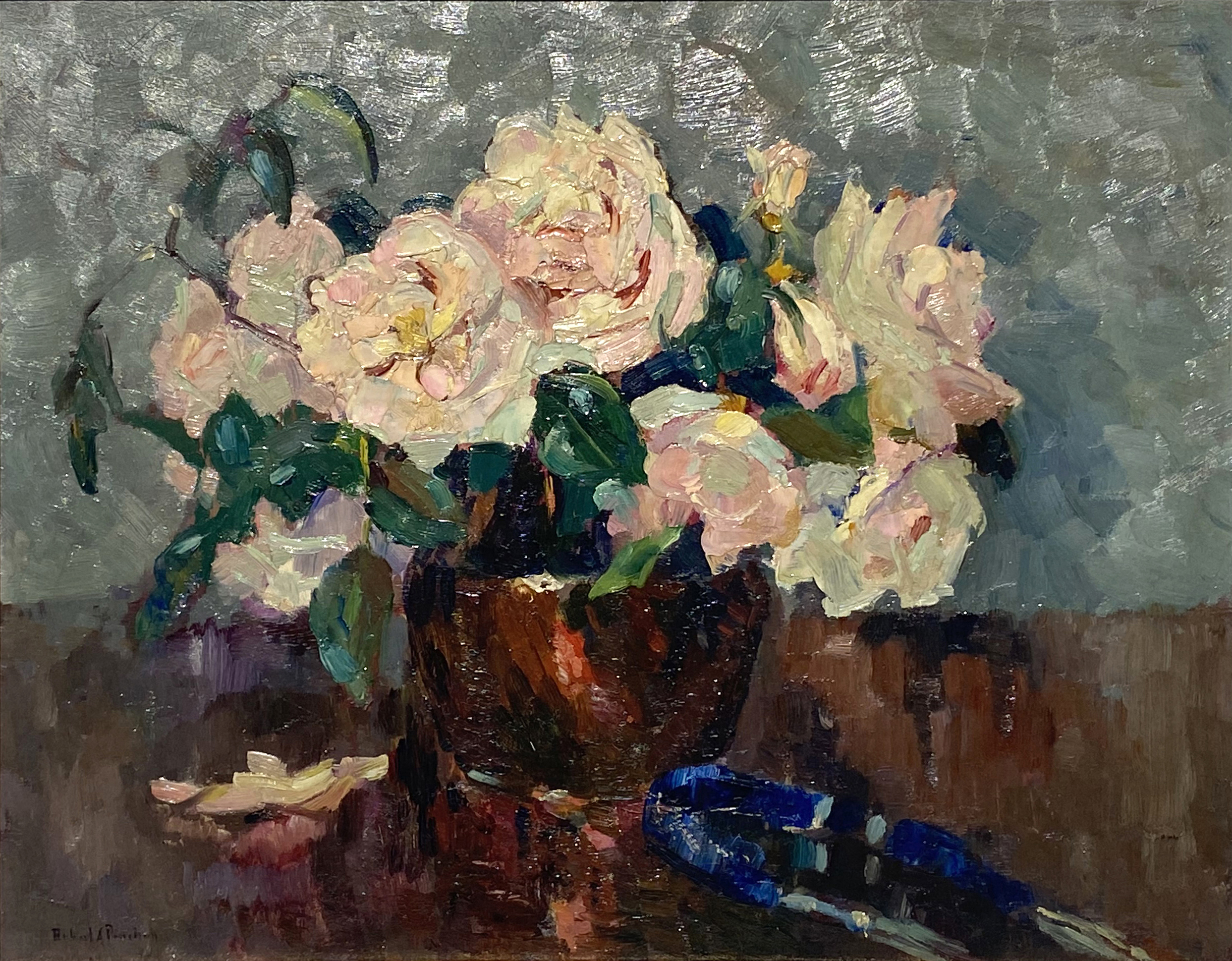
Fleurs dans un vase
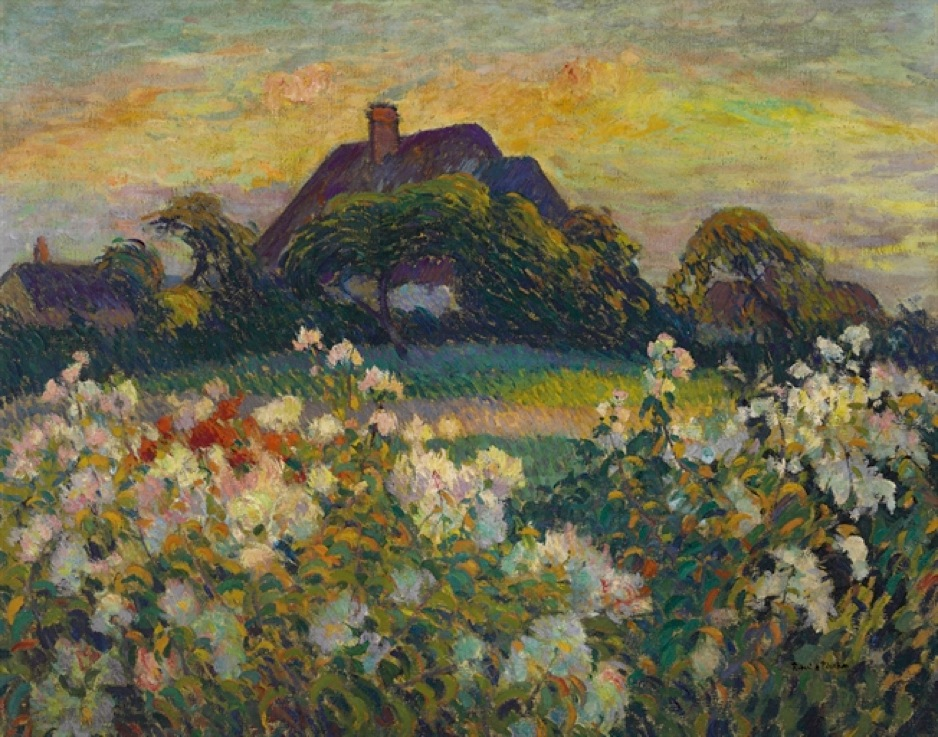
Fleurs des champs
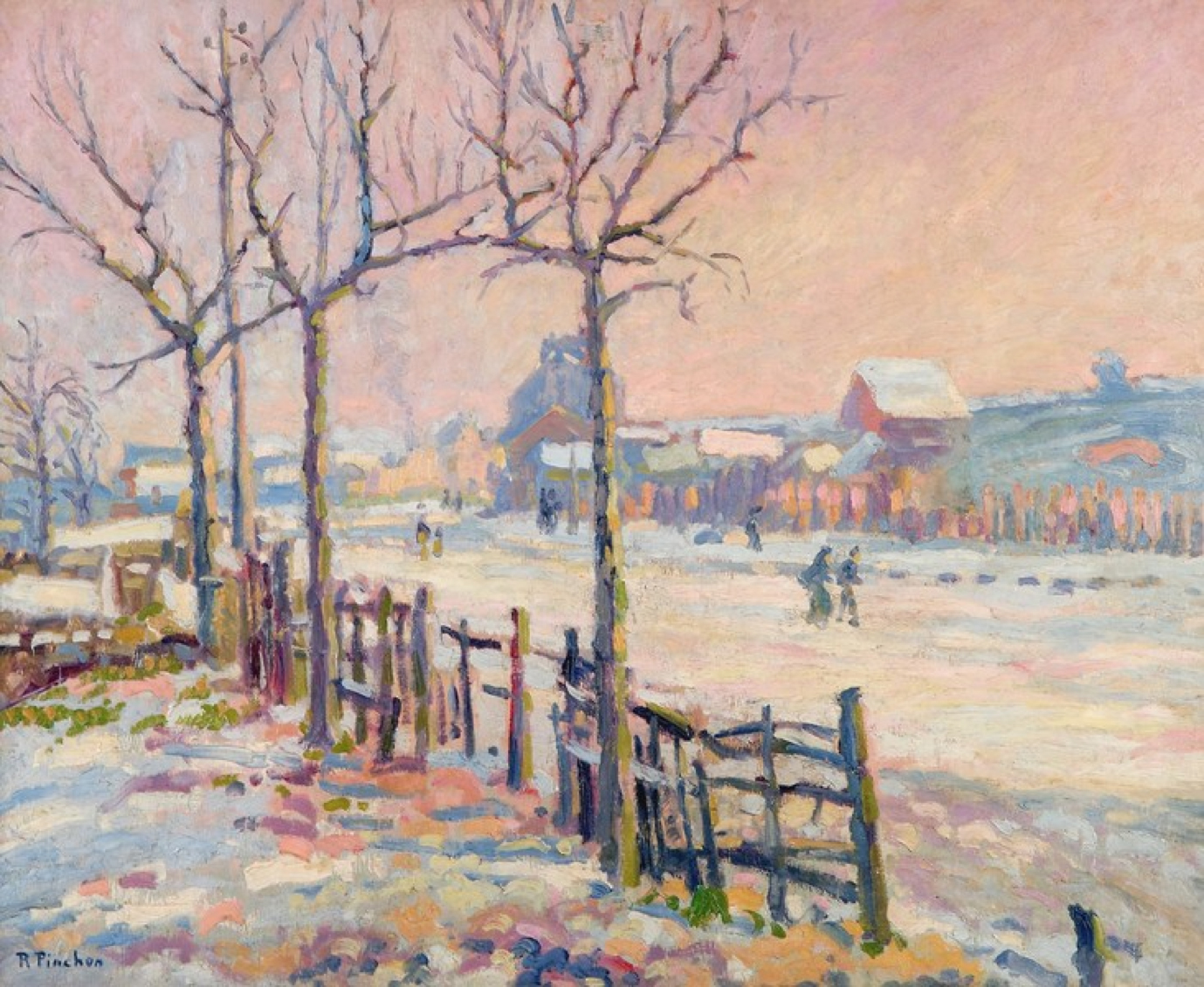
Paysage d'hiver